# Shelley (Idaho)
Shelley – miasto w Stanach Zjednoczonych, w stanie Idaho, w hrabstwie Bingham.